# DraftKings
DraftKings est une entreprise américaine spécialisée dans les paris sportifs virtuels de type Ligue fantasy basée à Boston et fondée en 2012. Classée comme seconde derrière FanDuel, la société a grandi au travers de plusieurs acquisitions en 2014 dont le troisième du secteur DraftStreet et StarSreet puis des partenariats avec les ligues de Baseball, de Hockey. En 2017, la tentative de fusion avec FanDuel a été annulée pour un risque de monopole par la FTC.
Initialement uniquement sur les ligues fantasy, la société a obtenu à partir de 2018 des accords pour proposer des services de pari sportif dans les états le permettant.

## Historique

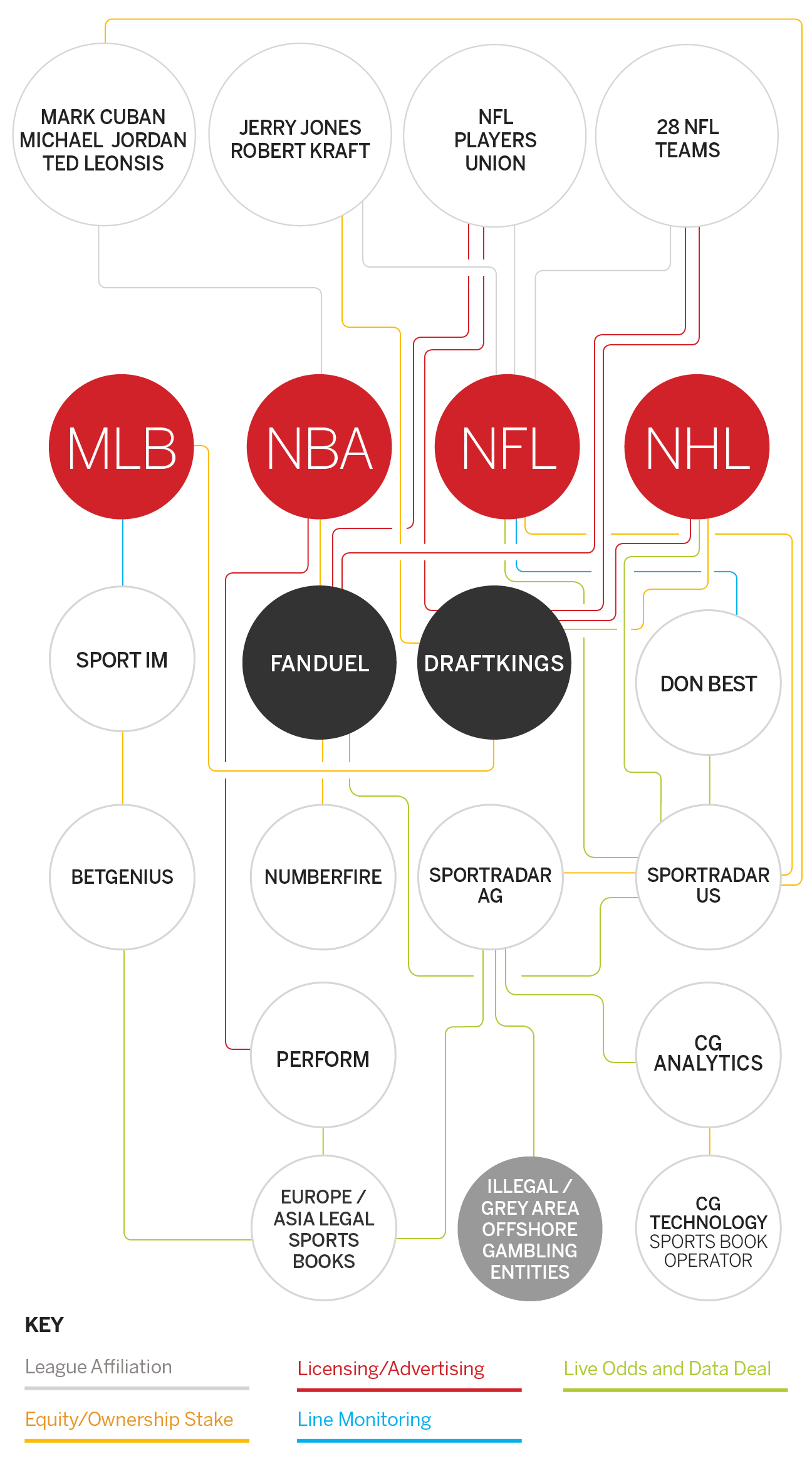
Principaux partenariats entre sites internet et associations sportives.

DraftKings a été fondée en 2012 par Jason Robins, Matthew Kalish et Paul Liberman, d'anciens employés de Vistaprint. Son principal concurrent FanDuel existe lui depuis 2009. La société est basée initialement dans la maison de Liberman et son premier produit est une compétition de Baseball en un-contre-un coïncidant avec la Ligue majeure de baseball 2012, lancée le 28 mars 2012. En juillet 2012, la société annonce l'arrivée d'un premier lot d'investisseurs en Séries A apportant 1,4 million d'USD mené par  Ryan Moore et la société Accomplice de Cambridge.
En avril 2013, la Ligue majeure de baseball (MLB) investit une somme non divulguée dans DraftKings au travers de MLB Advanced Media, devenant la première organisation sportive professionnelle américaine à investir dans la Ligue fantasy. En novembre 2013, une seconde campagne d'investissements en série B apporte 23 millions d'USD provenant de Redpoint Ventures, Accomplice, BDS Venture Fund, GGV Capital et Jordan Mendell.
En février 2014, la société communique des chiffres pour l'année 2013, dont 50 millions d'USD de gains pour les joueurs de ligues de football hebdomadaires, de ligues journalières de Baseball, hockey et Basketball ainsi que 50 000 joueurs quotidiens et 1 million de joueurs enregistrés. En juillet 2014, la société se classe deuxième mondiale du secteur du pari sportif en ligne derrière FanDuel et annonce l'achat du troisième DraftStreet détenu par l'entreprise new-yorkaise IAC de Barry Diller. DraftKings intègre l'équipe et les locaux de New York, tandis que la base d'abonnés permet de faire grossier celle de DraftKings de 50%. Le 25 août 2014,  la société annonce une nouvelle campagne d'investissements apportant 41 millions d'USD menée par The Raine Group et soutenue par Redpoint Ventures, GGV Capital et Atlas Venture,. Le même jour, Dratkings achète un autre concurrent StarSreet basé à Somerville (Massachusetts) mais ne récupère que les actifs, les fondateurs préférant partir sur différents projets.
En novembre 2014, DraftKings signe un contrat de deux ans avec la Ligue nationale de hockey (NHL) pour être le service officiel de sa ligue fantasy avec des parrainages de vidéo, du contenu dans les boutiques numériques de la NHL, des jeux gratuits et des publicités physiques lors d'événements sportifs mais Yahoo! Sports conserve sa place de fournisseur pour la ligue officiel pour la saison,.
En avril 2015, Dratkings signe un contrat similaire avec la MLB en ajoutant des jeux quotidien co-signés et des possibilités d'accords individuels avec les clubs de la MLB. En parallèle, la société annonce 304 millions d'USD de recettes au travers des frais d'entrées payés par les joueurs pour 2014.
Le 3 avril 2015, la presse annonce que Disney au travers d'ESPN négocierait un contrat de 250 millions d'USD avec DraftKings, peut-être l'achat de 25 % de la société,,,,,. Le 7 juin 2015, une rumeur évoque un investissement à hauteur de 250 millions d'USD par Disney via ESPN dans Draftkings qui pourrait être annoncé avant le 15 juin. Le 24 juin 2015, Draftkings annonce la signature d'un contrat publicitaire de 500 millions d'USD sur trois ans pour diffuser des annonces Draftkings sur les chaînes d'ESPN,,. Le 13 juillet 2015, un article du New York Times confirme que Disney était bien en discussion pour investir dans DraftKings mais aussi son concurrent FanDuel,. Le 20 juillet 2015, DraftKings annonce qu'il paiera 250 millions d'USD à ESPN sur deux ans pour diffuser des publicités.
Aussi en juillet 2015, DraftKings annonce une campagne d'investissements de 300 millions d'USD menée par Fox Sports comprenant Kraft Group (en) (propriétaires des Patriots de la Nouvelle-Angleterre) et Wellington Management Company. L'accord, similaire à celui évoqué pour Disney, prévoyait que DraftKings dépensent 250 millions d'USD en publicité sur Fox Sports durant une période de trois ans. Le 17 août 2015, la Gambling Commission (en) britannique accorde à DraftKings une licence de service de mise en commun de paris au Royaume-Uni tandis que la société annonce la création d'un bureau à Londres et la nomination du spécialiste du poker en ligne Jeffrey Haas comme Chief International Officer devant développer l'entreprise à l'international.
La déclinaison britannique du site DraftKings est lancée le 5 février 2016 avec une ligue fantasy de football quotidienne ainsi qu'une mise en avant de ce sport au niveau nord-américain. Le 10 février 2016, ESPN stoppe son contrat avec DraftKings en raison de potentiels problèmes judiciaires liés à la définition des jeux d'argent et des paris en ligne pour les ligues fantasy. L'état du Nevada considère depuis octobre 2015 que les jeux de ligue fantasy comme des paris en ligne et les a interdit alors que les sociétés considèrent que ce ne sont que des droits d'entrées et non des paris. Une bataille judiciaire est en cours dans l'état de New York et en Floride tandis que le FBI a lancé une enquête. Le même jour, dans un rapport financier 21st Century Fox déclare une perte comptable pour sa participation de 11% achetée 160 millions d'USD en juillet 2015 désormais valorisée 65 millions d'USD.
Le 18 novembre 2016, FanDuel et DraftKings annoncent un projet de fusion revendiquant un total de 5 millions d'utilisateurs.
Le 30 janvier 2017, Malte accorde une licence de jeux contrôlés permettant à DraftKings de pouvoir opérer dans les autres pays de l'Union européenne.
Le 19 juin 2017, la Federal Trade Commission (FTC) dépose une injonction pour bloquer la fusion en raison d'un risque de monopole avec une part de marché proche des 90 % pour la combinaison,. Le 13 juillet 2017, la fusion est annulée officiellement avec raison les menaces de litige,.
Le 7 septembre 2017, DraftKings et FanDuel paient chacun 1,3 million d'USD pour clore les actions judiciaires menées par le procureur général du Massachusetts sur des allégations de pratiques déloyales et trompeuses de la part des entreprises avant 2016.
En août 2018, DraftKings lance son premier service de pari sportif en ligne dans le New Jersey, premier service en dehors du Nevada mais n'acceptant que les habitants de l'état. Le 7 septembre 2018, le DraftKings Sportsbook annonce avoir validé un million de paris. Entre septembre 2018 et octobre 2019, DraftKings a lancé différents services de paris dans les états de New York, de Virginie-Occidentale, de l'Indiana, de l'Iowa et du Mississippi ainsi que des versions mobiles et dans des boutiques.
En mars 2019, à la suite de l'Acquisition de 21st Century Fox par Disney, la participation de Fox Sports a été transférée à la Walt Disney Company malgré les ventes de Fox Sports Net à Sinclair Broadcasting et le transfert par scission de Fox Sports à News Corp, comme le confirme le site spécialisé Legal Sports Report en mai 2019,. Cette appartenance est confirmée par la création par Fox Sports d'un service de pari en ligne Fox Bet en partenariat avec le canadien The Stars Group le  8 mai 2019 et l'accord en ESPN et Caesars Entertainment le 14 mai 2019.
En août 2021, DraftKings annonce l'acquisition de Golden Nugget Online pour 1,56 milliard de dollars, en actions. En septembre 2021, DraftKings annonce lancer une offre d'acquisition sur Entain de 20 milliards de dollars. En octobre 2021, DraftKings annonce renoncer à cette dernière acquisition.

## Activités
- Ligue fantasy pour plusieurs sports au travers de partenariat avec les vraies ligues : NFL, MLB, NBA, NHL, Golf, Football masculin et féminin, Tennis, CFL, NASCAR, UFC, eSports et AFL
- pari sportif avec DraftKings Sportsbook, disponible dans certains états américains ou pays uniquement en raison des législations
  - version mobile
  - dans des hôtels-casinos : le Resorts Casino Hotel dans in New Jersey, Scarlet Pearl Casino dans le Mississippi, les Wild Rose Resorts dans l'Iowa, le Del Lago Resort and Casino à New York et The Meadows Racetrack and Casino en Pennsylvanie.